# Manouba
Koordinaten: 36° 48′ N, 10° 6′ O

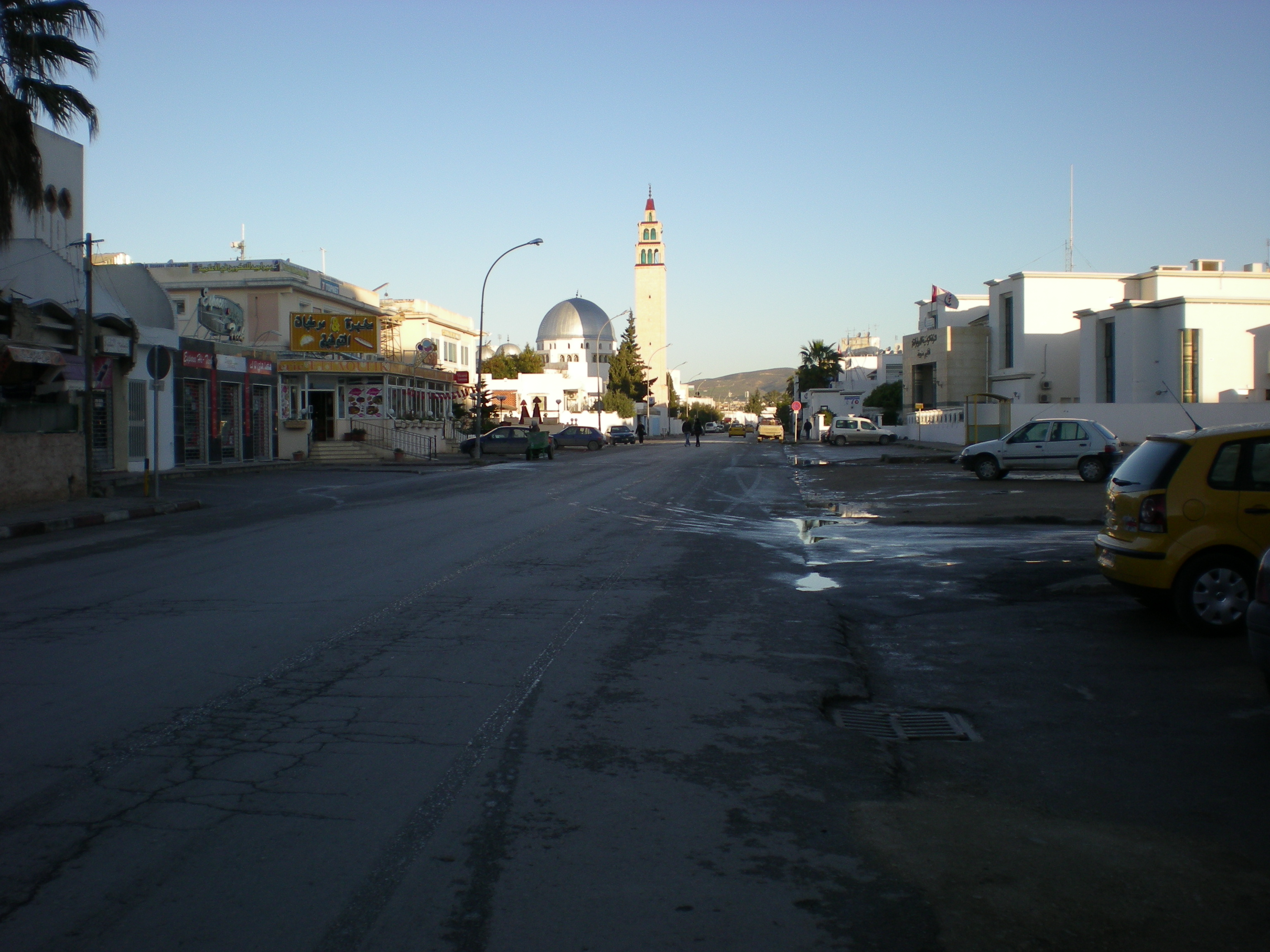
Stadtzentrum von Manouba (2010)

Manouba (arabisch منوبة, DMG Manūba) ist eine Stadt im Nordosten Tunesiens und die Hauptstadt des gleichnamigen Gouvernements. Die Stadt befindet sich westlich der tunesischen Hauptstadt Tunis, hat eine Fläche von 833 Hektar und hatte im Jahre 2004 eine Einwohnerzahl von 26.666.

## Universität
In Manouba befindet sich die Universität von Manouba in der etwa 13.000 Studenten lernen. Seit Anfang 2012 gab es in der Universität Auseinandersetzungen. Anhänger der Salafisten sollen versucht haben, die weiblichen Studenten, teilweise mit Gewalt und Einschüchterungen, dazu zu bringen, einen Niqab zu tragen.
Der derzeitige Rektor der Universität ist Habib Kazdaghli (Stand: März 2012). Zu den bekannten Professoren zählt Amel Grami, die über Gleichberechtigung und interkulturelle Studien forscht.

## Einwohnerentwicklung
- 1984: 13.875
- 1994: 22.514
- 2002: 24.845
- 2004: 26.666

## Persönlichkeiten
- Aisha Al-Manoubya (1199–1267), Sufi
- Khaled Korbi (* 1985), Fußballspieler
- Ghailene Chaalali (* 1994), Fußballspieler